# Романова, Фаина Александровна
Фаи́на Алекса́ндровна Рома́нова (4 июня 1924, Янтиково, Чувашская автономная область —1990) — советская чувашская театровед и писательница, кандидат искусствоведения (1972).
Была ведущим специалистом по истории театрального искусства Чувашии, автор нескольких десятков статей, монографий и других работ.

## Биография
Родилась 4 июня 1924 года в селе Янтиково, ныне Янтиковского района Чувашии, в семье служащих.
В 1942 году окончила среднюю школу в Чебоксарах. В 1948 году окончила театроведческий факультет ГИТИСа. Вернувшись на родину, в 1955—1966 годах работала методистом Республиканского дома народного творчества, была инспектором управления по делам искусств Министерства культуры Чувашской АССР, трудилась в аппарате Чувашского обкома КПСС. В 1966—1986 годах — первый руководитель сектора (с 1971 года — отдела) искусств Научно-исследовательского института языка, литературы, истории и экономики при Совете Министров Чувашской АССР. Одновременно читала лекции по дисциплине «Основы марксистско-ленинской эстетики» в вечернем Университете марксизма-ленинизма Чебоксарского горкома КПСС и в Чувашском государственном педагогическом институте.
В 1972 году Ф. А. Романова защитила диссертацию на тему «Возникновение и развитие Чувашского драматического театра, 1918—1941», и ей была присвоена ученая степень кандидата искусствоведения. Член КПСС с 1953 года. Стала членом Союза театральных деятелей РСФСР и Союза писателей СССР (1976).
Наряду с профессиональной деятельностью, Фаина Александровна участвовала в общественной жизни: была членом художественного совета Министерства культуры ЧАССР, внештатным инструктором Чувашского обкома КПСС, членом совета по национальным театрам Союза театральных деятелей РСФСР.
Умерла 28 ноября 1990 года в Чебоксарах. Была замужем за В. П. Романовым — актёром и режиссёром; их сын — П. В. Романов — также стал актёром и театроведом. В Чебоксарах на доме, где жили Фаина Александровна и Виктор Павлович Романовы, им установлена памятная доска.

## Награды
- Заслуженный деятель искусств Чувашской АССР (1974),
- Заслуженный деятель искусств РСФСР (1987).
- Лауреат Государственной премии Чувашской АССР им. К. В. Иванова (1990). * Удостоена знака «За отличную работу» Министерства культуры СССР[1].